# Henry Wager Halleck
Henry Wager Halleck (6 tháng 1 năm 1815 – 9 tháng 1 năm 1872) là học giả, luật sư và Thiếu tướng quân đội Hoa Kỳ. Ông nổi tiếng rành nghiên cứu quân sự, thường bị đồng liêu chế nhạo là Óc Già vì ông chỉ chú trọng vào việc hành chính chính trị. Ông chăm chú chỉnh đốn hàng ngũ phòng thủ, câu nệ hình thức, và thường không dám tiến quân nhanh hay làm gì táo bạo. Trong vài tháng đầu của Nội chiến Hoa Kỳ, Halleck chỉ huy tại Mặt trận miền Tây và lãnh chức vụ tổng chỉ huy quân đội Hoa Kỳ. Khi thuộc cấp cũ của ông là Ulysses S. Grant đạt nhiều chiến công, ông "bị mời" lên làm tham mưu trưởng quân đội ở thủ đô năm 1864 và quyền chỉ huy quân sự về tay tướng Grant. Lúc làm tham mưu ở Washington, D.C. Halleck cũng chẳng có sáng kiến quân sự gì đặc sắc, tổng thống Hoa Kỳ Abraham Lincoln thường xem ông là "chẳng khá gì hơn tùy viên văn phòng."